# Дивриги
Дивриги́ (тур. Divriği) — город в центральной части Турции. Согласно переписи населения, проводившейся в 2007 году, численность населения составляет 17 176 человек.

## География
Расположен в районе реки Чалтисую, являющейся притоком Евфрата. Находится на оконечности плодородной лощины, усыпанной различного рода садами, в том числе и фруктовых деревьев. К югу от города есть небольшая возвышенность, на территории которой располагаются руин обнесённая крепостной стеной цитадель, возведённая в XIII веке. В Дивриги расположен вокзал железной дороги Сивас-Эрзурум. С Сивасом связан автомобильной дорогой.

## История
Крепость Тефрика (греч. Τεφρική), имевшая возможность оказать серьёзное сопротивление неприятелю, была основана предположительно в 850 году н. э. религиозным деятелем павликиан Карвеем на территории, неподвластной как Византии, так и Арабскому халифату. В период нахождения у власти Хрисохериса городу предоставили статус столицы государства павликиан. В 870 году Тефрику посетил Пётр Сицилийский, в наиболее полной степени описавший историю региона. После взятия крепости в 878 году частями византийской армии на его территории расположилось управление клисурой Леонтокома (названной в честь императора Льва VI), приблизительно в 940 году назначен административным центром фемы.
В 1019 году по вхождении земель, принадлежавших сыну последнего царя Васпуракана Сенекерима Арцруни, в состав Византийской империи его назначили правителем города. В 1068 году Тефрику, находившуюся в руках турок-сельджуков, заняли византийские войска под командованием императора Романа IV.
Однако в ходе битвы при Манцикерте в 1071 году Дивриги вновь перешёл под контроль туркмен и вошёл в состав державы Данишмендидов. В XII—XIII веках в Дивриги одними из первых были возведены здания в османском архитектурном стиле, в том числе в 1229 году ряд сооружений, в 1985 году включённых в список Всемирного наследия ЮНЕСКО. Во второй половине XIII века подвергся разграблению со стороны монголов, в результате чего власть Данишмендидов в городе пала. В 1516 году город вошёл в состав Османской империи.
В настоящее время сохранились лишь руины крепостных стен, сооружённых в период существования Византии.

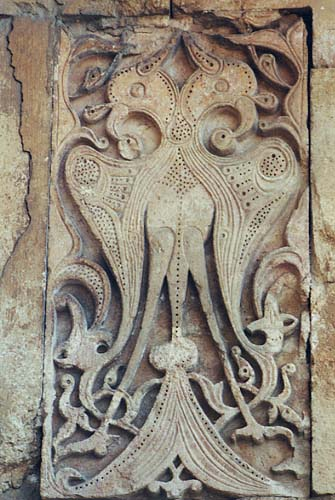
Изображение в виде двуглавого орла на одной из стен Великой мечети
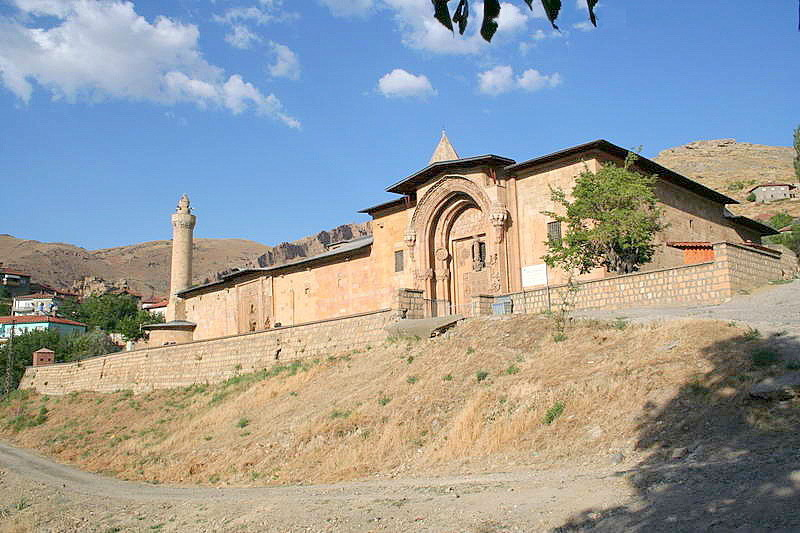
Великая мечеть и больница Дивриги

## Экономика
В Дивриги происходит добыча бо́льшей части железной руды Республики Турция, которая транспортируется в Карабюк и Эрегли, расположенных в 900 км к северу, в районе Чёрного моря, где находятся предприятия чёрной металлургии.